# Josef Dolch
Josef Dolch (* 11. März 1899 in München; † 23. Mai 1971 in Saarbrücken) war ein Professor für Pädagogik an den Universitäten München und Saarbrücken.

## Leben und Wirken

### Herkunft und Familie
Josef Dolchs Vater war der Oberlehrer Michael Dolch. Seine Mutter war eine geborene Wahl. Josef wurde katholisch getauft. 1929 heiratete er Magdalena, geb. Schnitzler, mit der er zwei Kinder hatte.

### Promotion
1923 promovierte Josef Dolch an der Philosophischen Fakultät der Universität München mit einer Doktorarbeit über das Thema „Der Begriff des Elternrechts in der Erziehung“ zum Dr. phil. Für seine Doktorarbeit erhielt er den Preis der Philosophischen Fakultät der Universität München. Seine Dissertation wurde 1928 als „Gekrönte Preisschrift“ veröffentlicht.

### Laufbahn
Josef Dolch war zunächst an der Lehrerbildungsanstalt München-Pasing tätig. Diese wurde 1936 umbenannt in Hochschule für Lehrerbildung, München, 1941 in Staatsinstitut für landwirtschaftlichen Unterricht und Berufspädagogisches Institut München.
Ab 1942 lehrte er als Privatdozent und ab 1952 als außerplanmäßiger Professor an der Universität München. Dort bildete er Berufsschullehrer aus.
Gemeinsam mit Wilhelm Flitner, Fritz Blättner, Otto Friedrich Bollnow und Erich Weniger begründete Josef Dolch 1955 die Zeitschrift für Pädagogik.
1956 erhielt Josef Dolch einen Ruf als Ordinarius für Pädagogik an die Universität des Saarlandes, wo er Direktor des Pädagogischen Instituts war.
Josef Dolch war Vorstandsmitglied der Deutschen Gesellschaft für Erziehungswissenschaft und Leiter der Pädagogischen Sektion der Görres-Gesellschaft.

## Veröffentlichungen

### Bücher
- Das Problem der Wortbedeutung in der Kindersprache. Langensalza: H. Beyer & Söhne, 1923, 30 S. (Philosophische und pädagogische Arbeiten; H. 9) (Friedrich Mann’s Pädagogisches Magazin; Heft. 922), 1923
- Der Begriff des Elternrecht in der Erziehung. München, Phil. Diss., 1923. Lauingen an der Donau, 1923
- Das Elternrecht in der Erziehung. Gekrönte Preisschrift. Langensalza: H. Beyer & Söhne, 1928, X, 194 S. (Philosophische und pädagogische Arbeiten: Reihe 4; H. 7) (Friedrich Mann’s pädagogisches Magazin; H. 1154)
- Lesebuch zur Erziehungswissenschaft. Frankfurt am Main: Diesterweg, 1940, VIII, 356 S.
- Aloys Fischer und die Berufsschullehrerausbildung, in. Berufserziehung. München, 1. Jahrgang H. IV, März, 1950, 26–34
- Grundbegriffe der pädagogischen Fachsprache. Nürnberg: Verlag Die Egge, 1952, 109 S. (Blätter für Lehrerfortbildung: Beih.; 5); 4., verb. Auflage. München: Ehrenwirth, 1963, 147 S.; 6. Auflage 1967
- Marie Kerschensteiner: Georg Kerschensteiner. Der Lebensweg eines Schulreformers. Hrsg. von Josef Dolch, mit einer Rundfunkansprache Eduard Sprangers, einem Verzeichnis der Veröffentlichungen und Vorlesungen Georg Kerschensteiners. 3., erw. Auflage. München; Düsseldorf: Oldenbourg, 1954, 256 S.
- Georg Kerschensteiner: Begriff der Arbeitsschule. Hrsg. von Josef Dolch. 11., unveränd. Auflage. München; Düsseldorf: Oldenbourg, 1955. XV, 187 S; 14., unveränd. Auflage, 1961
- Der Begriff der staatsbürgerlichen Erziehung / Georg Kerschensteiner. Hrsg. von Josef Dolch. - 8., durchges. Aufl., 22. – 24. Tsd. - München: Oldenbourg, 1958. - 141 S.; 9., 1961.
- Georg Kerschensteiner: Das Grundaxiom des Bildungsprozesses und seine Folgerungen für die Schulorganisation. Hrsg. von Josef Dolch. - 9., unveränd. Auflage, München; Düsseldorf: Oldenbourg, 1959, 198 S.
- Lehrplan des Abendlandes. Zweieinhalb Jahrtausende seiner Geschichte. Ratingen: Henn, 1959, 391 S.; 2. Auflage, 1966; 3. Auflage 1971
- Georg Kerschensteiner: Wesen und Wert des naturwissenschaftlichen Unterrichtes. Hrsg. von Josef Dolch. 6., unveränd. Auflage. München; Düsseldorf: Oldenbourg, 1963, 218 S.
- Erziehung und Erziehungswissenschaft in Deutschland und Deutsch-Österreich von 1900 bis 1930. In: Handbuch der Erziehungswissenschaft. Band 5, 1933; 2., überprüfte Auflage, mit einem Nachwort zum  Neudruck. Darmstadt: Wissenschaftliche Buchgesellschaft, 1968, 67 S. (Libelli; Bd. 180) Lizenz d. Kösel-Verl., München

### Herausgeber
- Hrsg.: Schriften zur Erziehungswissenschaft. München [38, Südl. Auffahrts-Allee Nr. 11]: Pestalozzi-Verlag
- Mitherausgeber der Zeitschrift für Pädagogik mit Otto Friedrich Bollnow, Fritz Blättner, Wolfgang Brezinka Josef Dolch Wilhelm Flitner, und Erich Weniger
- Mitherausgeber: Paedagogica historica, international journal of the history of education. Reprint: Amsterdam: Swets & Zeitlinger, 1.1961; Philadelphia, Pa. [u. a.]: Taylor & Francis, 1961;  Gent 1962